# Ольга Карлатос
Ольга Карлатос (*20 квітня 1947) — грецька та італійська акторка.  

## Біографія
Народилася 20 квітня 1947 в Афінах, Греція. Справжнє прізвище — Влассопулос.  
Перша роль у кіно — Деспіна в драмі грецького режисера Нікоса Папатакіса «Oi voskoi» (1967). З 1971 року стала зніматися в італійському кіно. Стала культовою актрисою після виконання низки ролей: в спагеті-вестерні Енцо Кастелларі «Кеома» (Ліза, 1976), фільмах жахів «Пожиратели плоті / Zombi 2» (Паола Менард, 1979, реж. Лучіо Фульчі) і «Diamanti sporchi di sangue» (1978), комедії «Мої друзі» (Донателла Сасароллі, 1975, реж. Маріо Монічеллі). Брала участь у знаменитому шедеврі режисера Серджіо Леоне «Якось в Америці» (жінка в театрі маріонеток, 1984). Знімалася в США, Франції, ФРН. У 1986 році зіграла у фільмі «Прости нам провини наші / Forgive Us Our Debts». Більше в кіно не знімалася.

## Фільмографія
- Oi, Voskoi (1967)
- Eneide (1971)
- Paulina 1880 (1972)
- Aufs Kreuz gelegt (1974)
- Amici miei (1975)
- Tortura (1976)
- Quelle strane occasioni (1976)
- Keoma (1976)
- Gloria mundi (1976)
- Mogliamante (1977)
- Per questa notte (1977)
- Diamanti sporchi di sangue (1978)
- Ridendo e scherzando (1978)
- Effetti speciali (1978)
- Nero veneziano (1978)
- Return of The Saint (1978)
- Cyclone (1978)
- Oi, Tembelides tis eforis koiladas (1978)
- Un poliziotto scomodo (1978)
- Dedicato al mare Egeo (1979)
- Belli e brutti ridono tutti (1979)
- Riavanti... Marsch! (1979)
- Оксамитові ручки / Mani di velluto (1979)
- Il giocattolo (1979)
- Зомбі 2 / Zombi 2 (1979)
- Senza buccia (1979)
- Agenzia Riccardo Finzi... praticamente detective (1979)
- Una moglie, due amici, quattro amanti (1980)
- Eleftherios Venizelos: 1910-1927 (1980)
- Exodos kindynou (1980)
- La storia vera della signora delle camelie (1980)
- Der Schatz des Priamos (1981)
- Peter and Paul (1981)
- Scruples (1981)
- Le rose di Danzica (1981)
- Червоне та чорне / The Scarlet and the Black (1983)
- Гріхи Доріан Грей / The Sins of Dorian Gray (1983)
- Одного разу в Америці / C'era una volta in America (1984)
- Murderock — Uccide a passo di danza (1984)
- Purple Rain (1984)
- Inganni (1985)
- Quo Vadis? (1985)
- Forgive Us Our Debts (1986)